# Guillermo García Aragón
Guillermo García Aragón fue un militar mexicano que participó en la Revolución mexicana. Nació en la Ciudad de México el 10 de febrero de 1886, siendo hijo de Juan Nepomuceno García Treviño y de Trinidad Aragón y Prieto. Participó en la lucha contra Victoriano Huerta en las fuerzas de Emiliano Zapata, en las que rápidamente alcanzó el grado de general de brigada. Fue delegado a la Convención de Aguascalientes, y el 31 de octubre de 1914 votó por el retiro del Primer Jefe (Venustiano Carranza); formó parte de la Comisión de Gobernación de la propia convención y fue miembro de la comisión encargada de garantizar el orden de la Ciudad de Aguascalientes durante las sesiones de la asamblea. También fue Intendente de Policía con Eulalio Gutiérrez Ortiz. Murió en la Ciudad de México en diciembre de 1914, durante la ocupación de los villistas y zapatistas de dicha ciudad. La versión oficial que se corrió argumentó que había sido asesinado por órdenes de su compadre Emiliano Zapata en la escuela de Tiro por haber intentado unir fuerzas (en el verano de 1913) con las tropas de Ambrosio Figueroa. A su muerte, la XXXI Legislatura del Congreso de la Unión de México le concedió una pensión de 6 pesos diarios a su esposa e hijos por servicios prestados a la Revolución mexicana. García Aragón fue instructor del futuro presidente Lázaro Cárdenas del Río. 